# Zbigniew Kuźmiuk

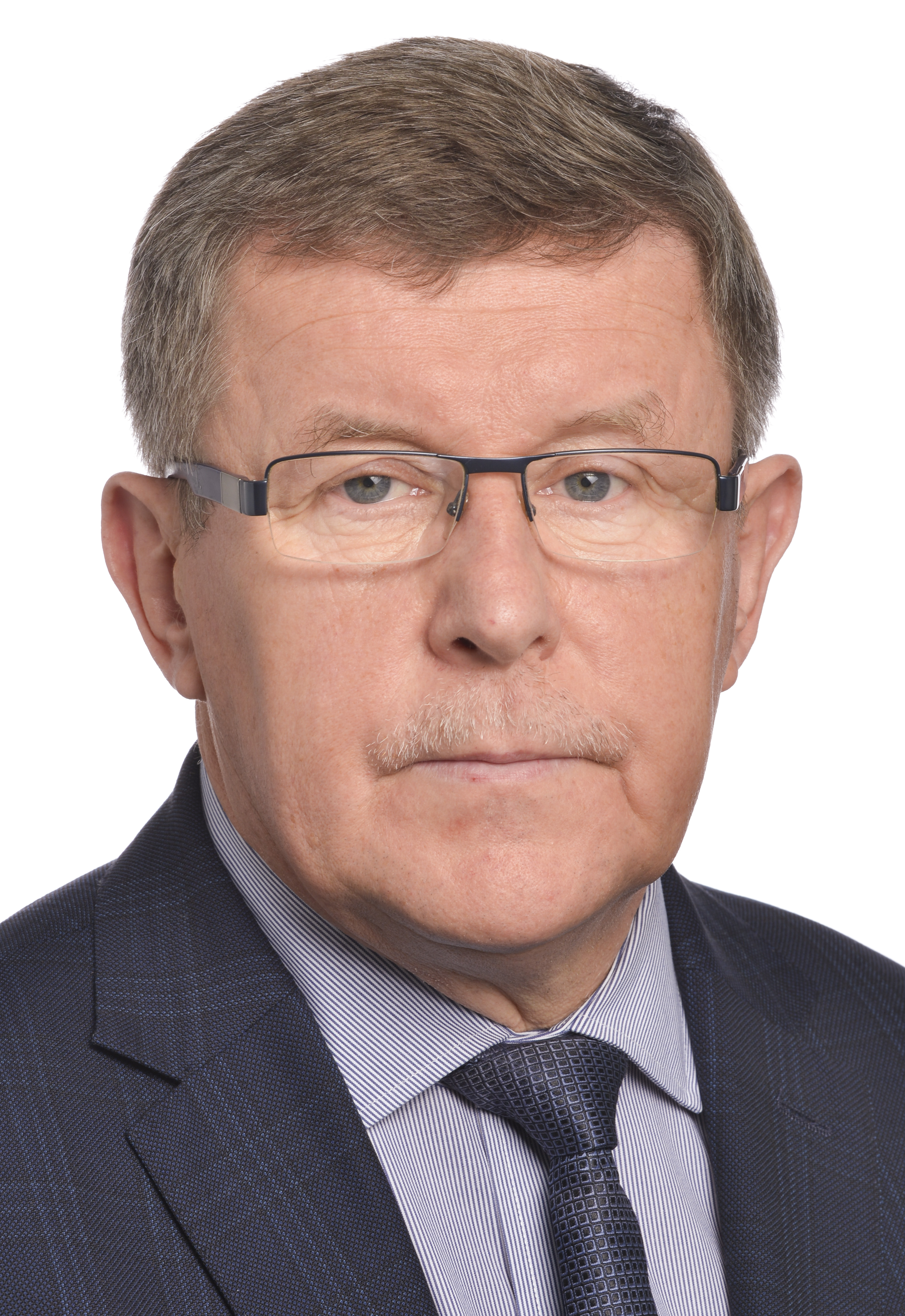
Zbigniew Kuźmiuk (2023)

Zbigniew Krzysztof Kuźmiuk  (* 19. September 1956 in Komorowo, Powiat Ostrowski (Masowien)) ist ein polnischer Politiker (PSL, Stronnictwo „Piast”, PiS). Er gehörte von 2001 bis 2004 und von 2011 bis 2014 und gehört erneut seit 2023 dem Sejm in der IV., VII. und X. Wahlperiode an. Von 2004 bis 2009 und von 2014 bis 2023 war er Abgeordneter des Europaparlaments.

## Leben und Beruf
Kuźmiuk schloss 1979 ein wirtschaftswissenschaftliches Studium an der Technischen Universität Kielce und 1986 ein Aufbaustudium an der Technischen Hochschule Radom ab. 1990 wurde er an der Szkoła Główna Handlowa w Warszawie promoviert. Er war als akademischer Lehrer an der Technischen Hochschule Radom tätig. Später wurde er dort Assistenzprofessor. Von 1990 bis 1992 war er Vorstandsvorsitzender der PPHU Tex in Radom und anschließend bis 1994 Direktor der PPHU Bakumar.

## Politik
Kuźmiuk beteiligte sich 1981 an einem 49-tägigen Streik an der Technischen Hochschule Radom. Ab 1986 gehörte er der Zjednoczone Stronnictwo Ludowe und nach deren Umgründung im Zuge der polnischen Wende der Polskie Stronnictwo Ludowe (PSL) an.
Von 1994 bis 1996 war Kuźmiuk Woiwode der Woiwodschaft Radom. 1997 war er für knapp ein Jahr als Minister Präsident des Zentrums für strategische Studien in der Regierung von Premier Włodzimierz Cimoszewicz. Bei den Selbstverwaltungswahlen 1998 wurde er in den Sejmik der neugegründeten Woiwodschaft Masowien gewählt. 1999 wurde er dann für zwei Jahre Woiwodschaftsmarschall Masowiens. Bei der Parlamentswahl 2001 wurde er für die PSL in den Sejm gewählt. Von Februar 2002 bis März 2003 war er Vorsitzender der PSL-Fraktion im Sejm. Zudem war er Vorsitzender des Ausschusses für Territorialverwaltung und Regionalpolitik. Im März 2004 wurde er zum Vizepräsidenten des obersten Exekutivkomitees der PSL gewählt.
Bei der Europawahl 2004 wurde er für die PSL in das Europaparlament gewählt. Anfang 2006 trat er zur Fraktion der Union für das Europa der Nationen über und wurde deshalb aus der PSL ausgeschlossen. Er schloss sich daraufhin der neuen Stronnictwo „Piast” an. 2008 trat er zur Prawo i Sprawiedliwość (PiS) über, für die er bei der Europawahl 2009 erfolglos kandidierte. Stattdessen wurde er bei den Selbstverwaltungswahlen 2010 für die PiS in den masowischen Sejmik gewählt. Bei der Parlamentswahl 2011 kehrte er auf der Liste der PiS in den Sejm zurück. Nachdem er bei der Europawahl 2014 wiederum ein Mandat im Europaparlament erhalten hatte, legte er sein Sejm-Mandat nieder. Bei der Europawahl 2019 gelang ihm die Wiederwahl. Bei der Parlamentswahl 2023 wurde er dann wieder in den Sejm gewählt.

## Ehrungen
- 1999 Ritterorden des Ordens Polonia Restituta[12]